# Frédéric III du Palatinat
Frédéric III le Pieux, électeur palatin du Rhin (14 février 1515 – 26 octobre 1576), est un seigneur souverain de la maison de Wittelsbach, de la branche Palatinat-Simmern-Sponheim. Fils de Jean II de Palatinat-Simmern et de Béatrice de Bade, c'est un arrière-arrière-petit-fils d'Étienne de Bavière, il hérite le Palatinat de l'électeur palatin Otto-Henri (Ottheinrich), mort sans enfants en 1559. Converti au calvinisme et très pieux, il fait du calvinisme la religion officielle de ses États. C'est sous sa surveillance qu'est élaboré le catéchisme de Heidelberg. Son soutien au calvinisme permet à cette branche religieuse de prendre pied dans le Saint-Empire romain germanique.

## Biographie
Il est éduqué dans la foi catholique la plus stricte à la cour de son père et à Cologne ; mais, influencé par son épouse, la pieuse princesse Marie de Brandebourg, qu'il a épousée en 1537, il se convertit à la Réforme en 1546 et la professe publiquement. Il succède à son père Jean II comme duc de Simmern le 18 mai 1557, et devient électeur le 12 février 1559 à la mort d'Otto Henri. Sous le règne de son prédécesseur, des luthériens stricts comme Tilemann Hesshusen, des mélanchthoniens et des calvinistes avaient pris place dans le Palatinat. Au cours de l'été 1559, de violentes controverses les opposent. Des thèses sur la Sainte-Cène, amorcées par le diacre Heidelberg Klebitz, provoquent une aigre controverse entre lui et Hesshusen.
Après l'échec des efforts de médiation, Frédéric les dépose tous les deux le 16 septembre. Pour se faire une idée claire de la controverse, Frédéric passe des jours et des nuits à étudier des questions de théologie, ce qui l'amène de plus en plus au point de vue réformé. Un débat qui a lieu en juin 1560, entre les théologiens saxons Stössel et Mörlin et ceux de Heidelberg Boquin, Erast et Einhorn, augmentent l'aversion de Frédéric pour les fanatiques luthériens. Après la convention de Naumburg (janvier 1561) Frédéric adopte complètement les dogmes réformés.
En mars 1561, il appelle à Heidelberg Emmanuel Tremellius, et en septembre le célèbre Zacharias Ursinus. L'Église tout entière est alors transformée. Caspar Olevian est là depuis janvier 1560. Les images des saints, les vêtements sacerdotaux, les fonts baptismaux, et d'autres « œuvres de l'idolâtrie », et jusqu'aux orgues, sont impitoyablement enlevés des églises. Dans la célébration de la Sainte-Cène, on introduit la fraction du pain. Les revenus des monastères et les fondations sont confisqués et utilisés pour les œuvres de l'Église évangélique ou les aumônes. Le catéchisme de Heidelberg élaboré par un groupe de théologiens sous la direction de Zacharias Ursinus constitue dès lors la norme pour la doctrine et l'instruction de la jeunesse.
L'ordonnance de l'Église du 15 novembre 1563 et le consistoire de 1564 concluent les changements. L'opposition des ministres qui penchent pour le luthéranisme est réprimée en exigeant leur démission. Parmi les luthériens, les mesures prises par Frédéric provoquent une grande agitation. Le colloque religieux qui se tient à Maulbronn en avril 1564 augmente cette animosité. En 1565 l'empereur Maximilien ordonne d'annuler les changements effectués. À l'unanimité la diète qui se tient à Augsbourg en 1566 également exige elle aussi leur abolition. Frédéric déclare toutefois lors d'une session de la diète le 14 mai qu'il s'agit d'une question sur laquelle Dieu seul peut trancher, et que si elle a l'intention d'engager des poursuites contre lui, il trouverait un réconfort dans les promesses de son Sauveur. Le décret n'a pas de suite.
Après avoir achevé le travail de réforme dans le Palatinat rhénan, Frédéric tente de le continuer dans le Haut-Palatinat, mais là, il se heurte au zèle des luthériens. Il poursuit son travail de réforme sur le Rhin par l'introduction en 1570 d'une discipline ecclésiastique stricte. Frédéric prononce la peine de mort contre l'antitrinitarien Johannes Silvanus en se fondant sur un avis signé par Olevianus, Ursinus et Boquin le 23 décembre 1572.
En 1562, il donne Frankenthal comme refuge aux évangéliques chassés des Pays-Bas. En 1567 et de nouveau en 1576 il envoie en France son fils Jean-Casimir, qui partage ses idées, pour apporter son aide aux huguenots. En 1569, il aide également son cousin le duc Wolfgang de Deux-Ponts, qui se rend en France. Ses dernières années sont attristées par des conflits domestiques. Comme son fils aîné Louis est un luthérien strict, il sait qu'après sa mort son œuvre ne serait pas poursuivie dans le même esprit.

## Mariage et descendance
Il épouse en 1537 Marie de Brandebourg-Culmbach, fille du margrave de Brandebourg-Kulmbach, Casimir de Brandebourg-Culmbach. De ce mariage, il a :
- Louis VI (1539-1583), qui devient électeur palatin à la mort de Frédéric III.

- Élisabeth (1540-1594), qui épouse le duc Jean-Frédéric II de Saxe.

- Jean-Casimir (1543-1592).

- Dorothée-Suzanne (1544-1592), qui épouse le duc Jean-Guillaume de Saxe-Weimar.

- Anne-Élisabeth (de) (1549-1609), qui épouse en premières noces le landgrave Philippe II de Hesse-Rheinfels, et en secondes noces Jean-Auguste de Veldenz-Lutzelstein.

- Cunégonde-Jacobée (de) (1556-1586), qui épouse le comte Jean VI de Nassau-Dillenbourg.

## Iconographie
- Portrait de Frédéric III du Palatinat (Kunsthistorisches museum)